# Chefren
Khafre eller Khafra, på gammal egyptiska Rachaf (grekiska Χεφρήν, Chefren) var den fjärde faraonen under Egyptens fjärde dynasti som härskade omkring 2570—2530 f. Kr. Mycket lite är känt om hans regeringstid.  Han är främst känd för ett antal statyer och för att ha låtit uppföra den näst största pyramiden, Chefrens pyramid och sfinxen.

## Familj
Chefren var son till farao Cheops med en okänd mor (möjligen Henutsen). Han hade flera hustrur; halvsystern Meresankh III, systerdottern Khamaerernebty I (mor till Chefrens efterträdare Menkaura), Persenet och Hekenehedjet. Han hade minst fyra söner; Kheneterka, Duaenre, Nebemakhet, Niuserre och en dotter med namnet Shepsetkau.

## Regeringstid
Det är okänt varför Chefren efterträdde Djedefra istället för en av dennes söner. Möjligtvis dog de före honom och då fick Chefren som äldsta levande son till Cheops bestiga tronen, men han kan också på något sätt lyckats utmanövrera Djedefres son Setka och således kommit till makten.
Den exakta längden på Chefrens styre är okänd. Turinpapyrusen är skadad så att endast orden 20+ år kan läsas. Herodotos tilldelade Chefren 56 års styre medan Manetho gav honom 66 år. Det högsta året som nämns i samtida skatt- och nötkreaturs-uppbörder är 13:e avräkningen. Problemet är att dessa avräkningar inte alltid hölls årligen utan ibland med flera års mellanrum.
Förutom pyramiden finns det mycket få fynd från Chefrens tid, de flesta enbart från Gizaplatån.

## Utmärkelser
Asteroiden 4412 Chephren är uppkallad efter honom.

## Titulatur
1. ↑  Regerade enligt Africanus i 66 år.
2. ↑  Alan B. Lloyd: Herodotus, book II.. s.77ff.

| Företrädare Djedefra | Kung av Egypten 4:e dynastin | Efterträdare Bicheris |